# Les sept boules de cristal
As 7 bolas de cristal (Les 7 boules de cristal, no original em francês) é o décimo terceiro álbum da série de banda desenhada franco-belga As aventuras de Tintim, produzida pelo belga Hergé.   Encomendado pelo jornal belga Le Soir foi editado diariamente entre de dezembro de 1943, em meio à ocupação alemã da Bélgica durante a Segunda Guerra Mundial. A história foi cancelada abruptamente após a libertação aliada em setembro de 1944, quando Hergé foi acusado de colaborar com os alemães ocupantes e proibido de trabalhar. Depois que ele foi liberado dois anos depois, a história foi publicada semanalmente na nova Revista Tintin de setembro de 1946 a abril de 1948. A história gira em torno das investigações de um jovem repórter Tintim, o seu cão Milu  e seu amigo Capitão Haddock no rapto de seu amigo Professor Girassol e sua conexão com uma doença misteriosa que afligiu os membros de uma expedição arqueológica ao Peru.
Les 7 boules de cristal foi um sucesso comercial e foi publicado no formato álbum pela Casterman logo após a sua conclusão. Hergé concluiu o arco começado nesta história em Le temple du soleil, enquanto a própria série se tornou uma parte definidora da tradição da banda desenhada franco-belga. Os críticos classificaram Les 7 boules de cristal como uma das melhores histórias de Tintin, descrevendo-a como a parte mais assustadora da série. A história foi adaptada no filme de animação Tintin et le temple du soleil de 1969 produzido pelo Belvision Studios e para a série animada de 1991 para a série animada As Aventuras de Tintim dos estúdios Ellipse Animation e Nelvana.

## Sinopse
Uma misteriosa doença afecta os membros de uma expedição arqueológica recentemente regressada dos Andes, onde descobriu o túmulo do inca Rascar Capac. Um por um, os membros da expedição caem numa misteriosa letargia. A única pista são uns estilhaços de cristal encontrados perto de cada vítima, pertencentes a bolas de cristal. Preocupados com a situação, Tintim, o Capitão Haddock e o Professor Girassol visitam um amigo do último, o Professor Hipólito Bergamotte, o último membro da expedição ainda livre do coma. É em casa deste que se encontra a múmia do inca Rascar Capac. A múmia desaparece, no entanto, quando a meio de uma tempestade um relâmpago cria uma bola de fogo que entra pela chaminé da casa do professor e a atinge. A meio da noite os 3 companheiros são visitados pela múmia em pesadelos e, acordando, encontram o Professor Bergamotte no mesmo estado de letargia dos outros membros da expedição, e com estilhaços de cristal ao pé da sua cama.
Bergamotte acaba por acordar momentaneamente, aos gritos com interlocutores invisíveis e misteriosos que aparentemente o atacam na sua letargia. Mais tarde, Tintim acaba por visitar o hospital onde todos os membros da expedição estão internados, e testemunha uma das horríveis crises de sofrimento que ocorre numa altura precisa do dia.
O enredo aprofunda-se ainda mais, quando Girassol descobre uma bracelete de ouro da múmia e a coloca no seu pulso (comentando como lhe fica "a matar"), desaparecendo misteriosamente após este acontecimento.
Enquanto procuram Girassol, Tintim e o Capitão entram num tiroteio com o presumível raptor do professor, que acaba por escabar num carro preto. É dado o alarme e a polícia estabele bloqueios ao longo das estradas da região, mas os raptores mudam de carro e passam pela polícia.
Tintim e Haddock perseguem os raptores até La Rochelle, onde descobrem que Girassol está a bordo do navio Pachacamac, que se dirige para o Peru, decidindo ir ao encontro deste na América do Sul.
A história continua depois no livro seguinte: O Templo do Sol. A sequela só seria publicada em 1946, devido aos problemas que Hergé teve após a libertação da Bélgica na Segunda Guerra Mundial, altura em que ele e outros membros do jornal Le Soir sofreram investigações por trabalharem para um jornal colaboracionista.

## Envolvente
O livro As 7 bolas de cristal foi escrito durante a Segunda Guerra Mundial, numa altura em que a Bélgica estava ocupada pela Alemanha nazi. Por causa disso, Hergé decidiu evitar o conteúdo político que havia incluído em histórias anteriores como O Lótus Azul, A orelha quebrada ou O ceptro de Ottokar.
Como indica a sequência inicial do livro, As 7 bolas de cristal e o seu tema retiram inspiração da Maldição do faraó, uma especulação de que os membros da expedição de Howard Carter (que descobriu o túmulo do faraó Tutancâmon) haviam morrido na sua maioria em condições trágicas e misteriosas devido a uma maldição.

## Personagens
- Rascar Capac é um inca fictício, talvez inspirado no Inca Huascar.

## Publicação
A publicação original por páginas começou no jornal belga Le Soir a 16 de dezembro de 1943. Foi suspensa a 3 de setembro de 1944, devido à libertação de Bruxelas, quando Hergé e muitos dos seus colegas tiveram de responder por terem trabalhado para o dito jornal, tido como colaboracionista. Esta publicação por páginas terminou estando Tintim a deixar o hospital após visitar os sete membros da expedição no seu ataque de pânico. Seguidamente, sai do hospital lendo um jornal e esbarra no General Alcazar que o informa do desaparecimento do seu assitente Chiquito e de que este é um verdadeiro descendente dos Incas.
A publicação foi continuada na recém-lançada Revista Tintin em 1946, sob o título Le temple du soleil (O Templo do Sol em português). Começa com Tintim a caminho de Moulinsart onde está o Capitão Haddock em estado de depressão devido ao desaparecimento de Girassol. Isto, associado ao súbito salto para a acção por parte do capitão, reflecte a condição psicológica de Hergé à altura: o seu futuro incerto devido às acusações de colaboracionismo e subsequente proposta de lançamento da Revista Tintim. (A cena com Alcazar seria recolocada num porto com o General a preparar-se para partir de novo para a América do Sul).

## Ligações a outros livros de Tintim
O Professor Paul Cantonneau, um dos cientistas que é posto em letargia devido à maldição inca, aparece anteriormente como um dos membros da expedição enviada ao Árctico em A Estrela Misteriosa. O General Alcazar aparecera em A orelha quebrada e Bianca Castafiore (que aparece brevemente na cena no music-hall) surgira em O ceptro de Ottokar. Ambas as personagem voltariam a aparecer noutras aventuras.

## Adaptações
Em 1969, a companhia de animação Belvision Studios, que produziu as séries de televisão de 1956–1957, Les aventures de Tintin, d'après Hergé, lançou seu primeiro longa-metragem de animação, Tintin et le temple du soleil, que adaptou os arcos de história Les 7 boules de cristal e Le temple du soleil. Produzido por Raymond Leblanc e dirigido por Eddie Lateste, foi escrito por Lateste, o cartunista Michel Greg, Jos Marissen e Laszló Molnár. A música foi de François Rauber e a música de Zorrino foi composta por Jacques Brel. Lofficier e Lofficier comentaram que a parte do filme baseado em Les 7 boules de cristal "sofre de ser excessivamente condensada por razões temporais".
Em 1991, uma segunda série animada baseada nas Aventuras de Tintin foi produzida, desta vez como uma colaboração entre o estúdio francês Ellipse Animation e a companhia de animação canadense Nelvana. Les 7 boules de cristal foi a décima primeira história a ser adaptada e foi dividida em dois episódios de trinta minutos. Dirigida por Stéphane Bernasconi, os críticos elogiaram a série por ser "geralmente fiel", com composições tendo sido tiradas diretamente dos quadrinhos originais.
O videogame Tintin : Le Temple du Soleil foi desenvolvido e publicado pela empresa francesa Infogrames em 1997, baseado em Les 7 boules de cristal e Le temple du soleil.
Na virada do novo século, Tintin permaneceu popular. Em 2001, Les 7 boules de cristal e Le temple du soleil foram adaptados para um musical teatral, Kuifje - De Zonnetempel (Tintin - O Templo do Sol), que estreou no Stadsschouwburg em Antuérpia, em língua holandesa, em 15 de setembro. A produção, dirigida por Dirk de Caluwé, adaptada por Seth Gaaikema e Frank Van Laecke com música de Dirk Brossé, apresentava Tom Van Landuyt como Tintin. O musical foi adaptado por Didier Van Cauwelaert para o francês e estreou um ano depois em Charleroi como Tintin - Le Temple du Soleil. A partir daí, a produção foi agendada para ser apresentada em Paris em 2003, mas foi cancelada. Ele retornou para uma breve temporada em Antuérpia em 18 de outubro de 2007.